# Cono (botánica)

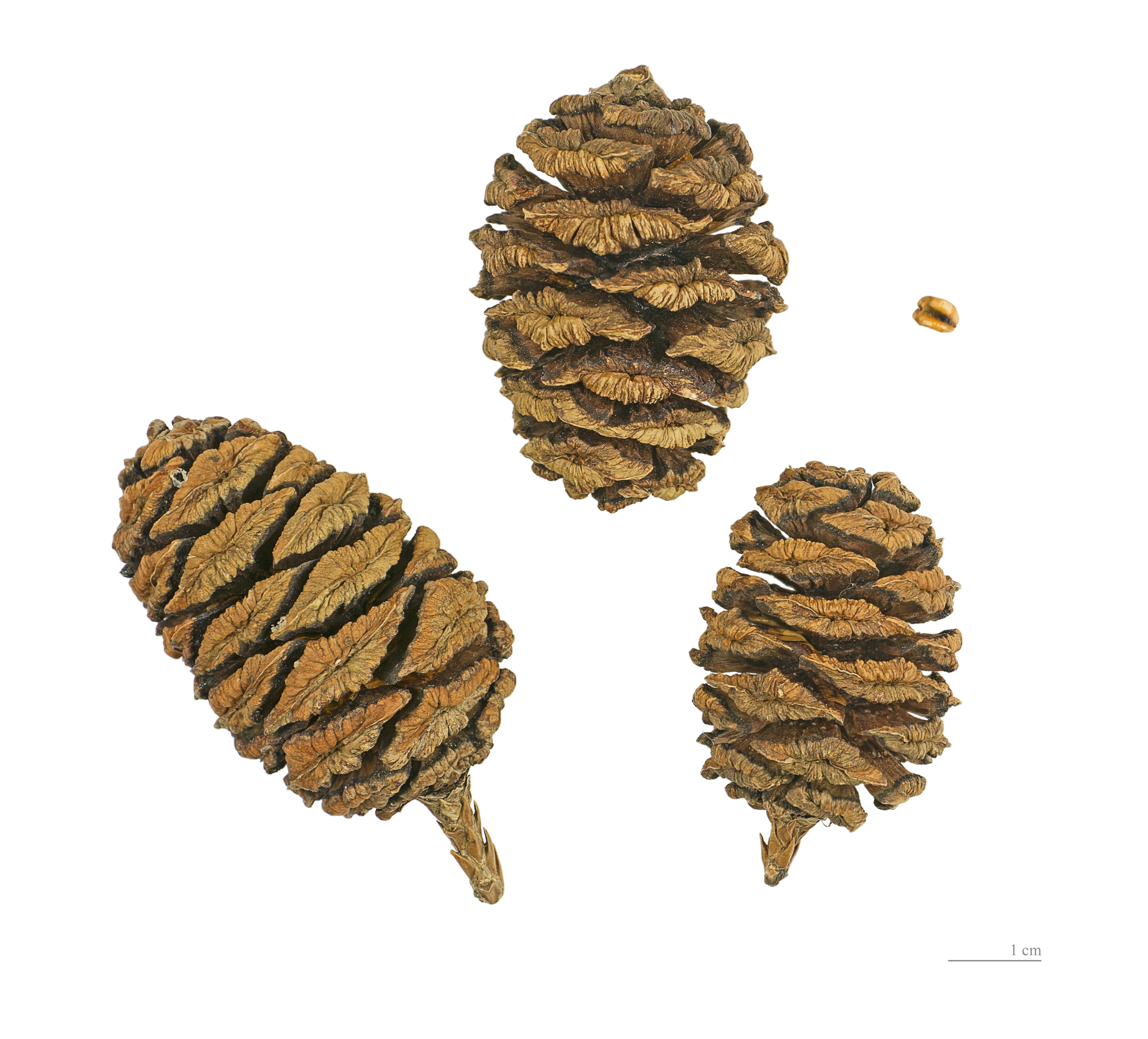
Piñas de secuoya gigante (Sequoiadendron giganteum)

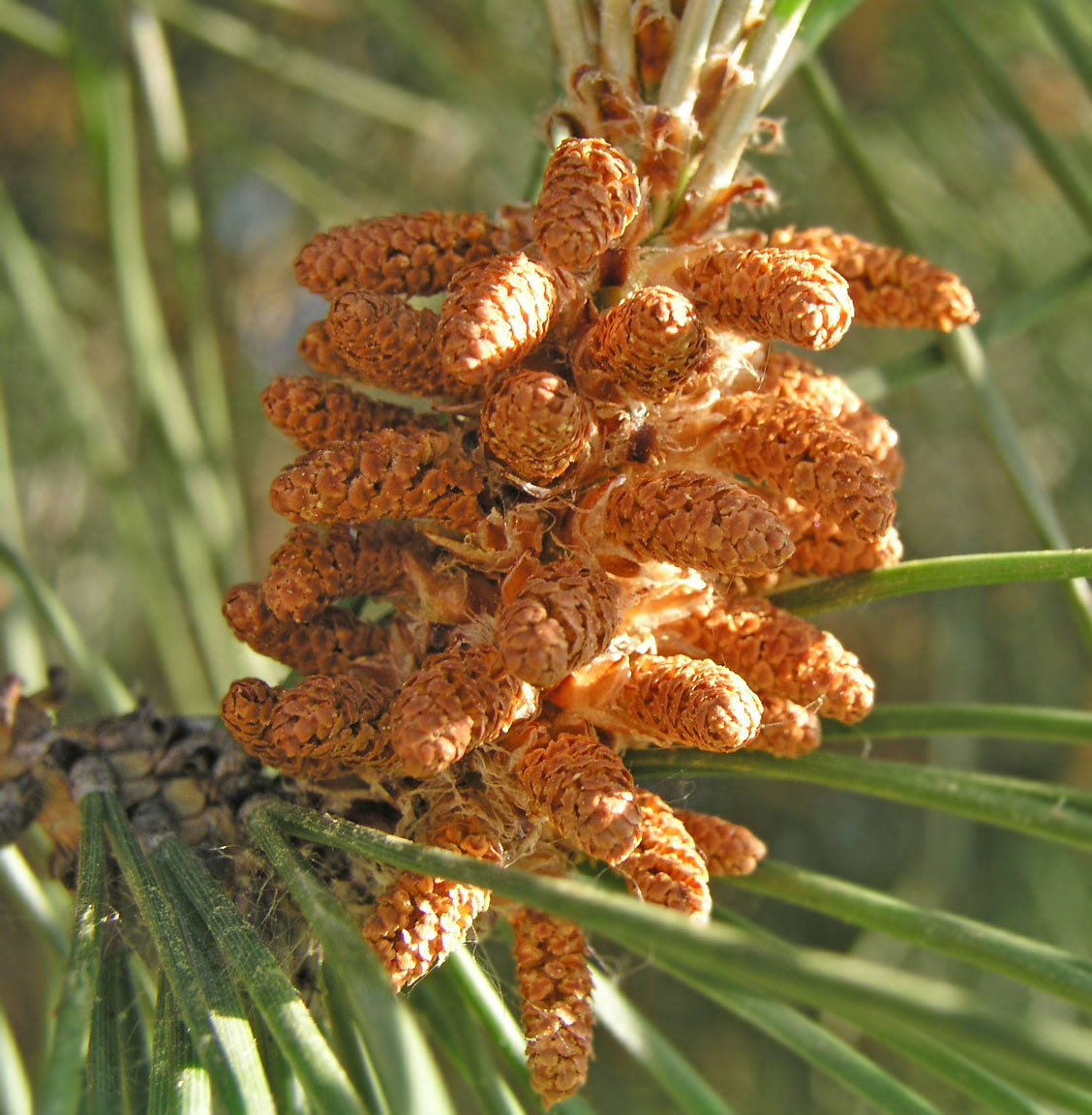
Conos masculinos de pino (Pinus sp.)

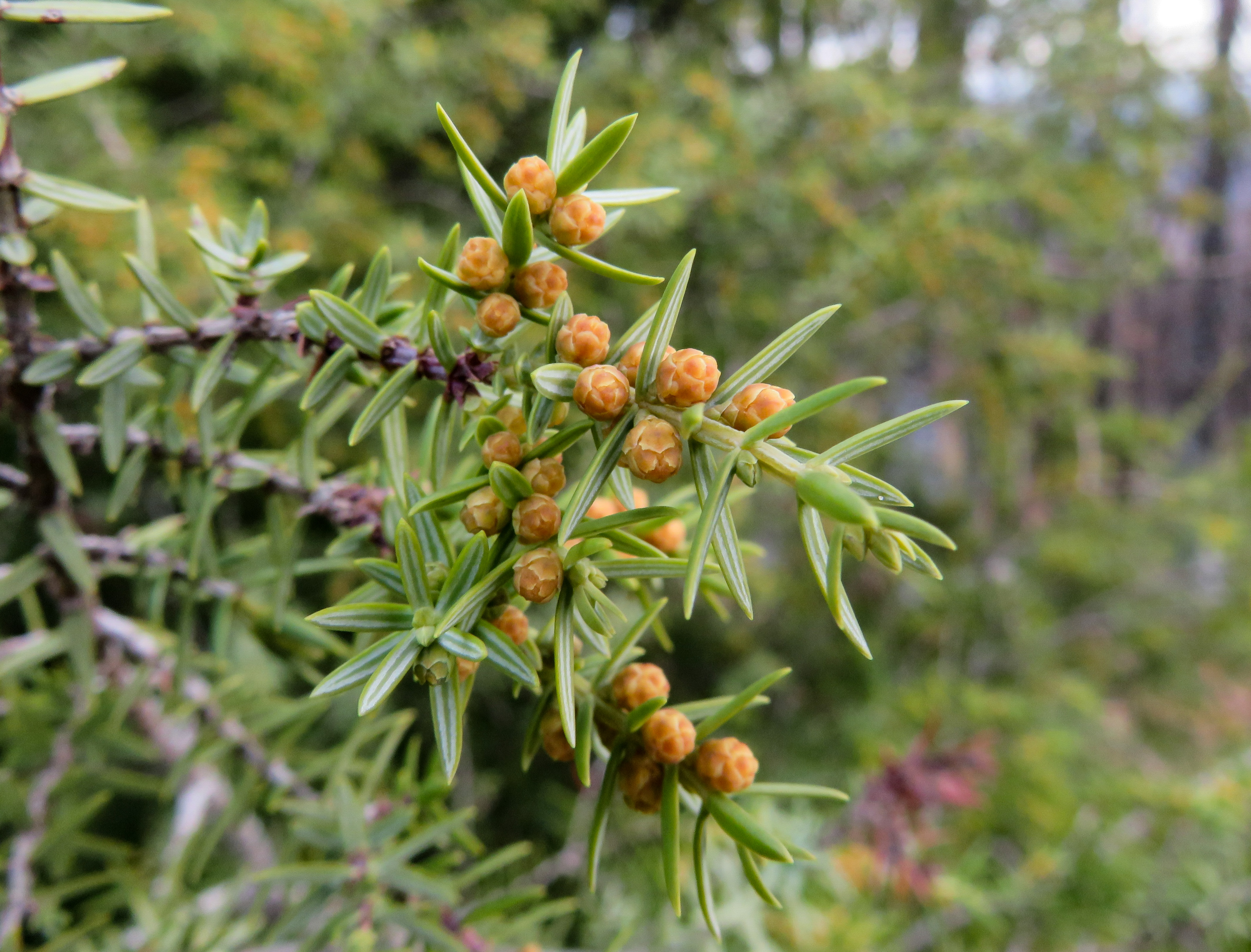
Conos masculinos de enebro de la miera (Juniperus oxycedrus)

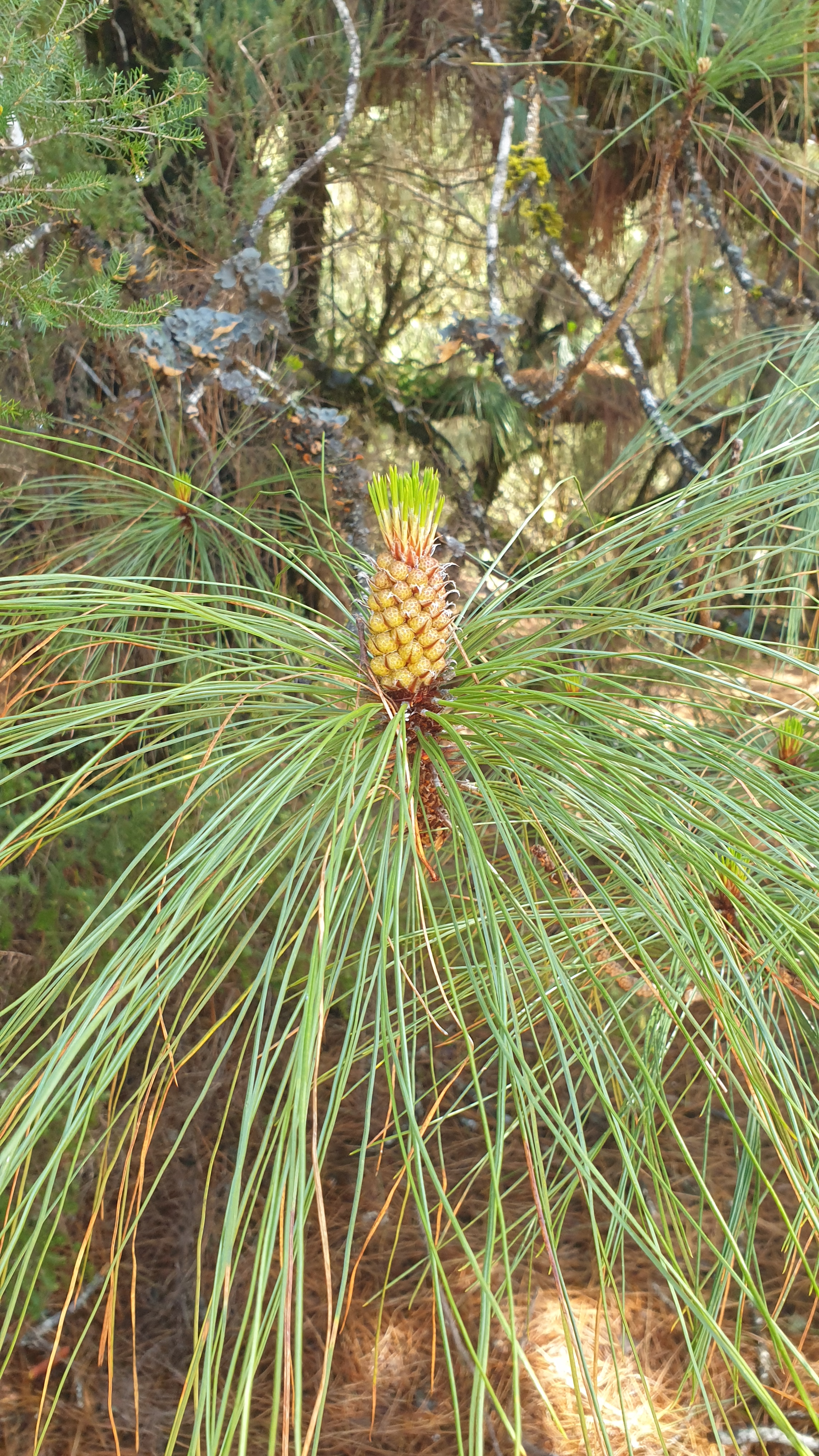
Conos de polen masculinos de Pinus Canariensis agrupados en racimos que recuerdan físicamente a una piña tropical.

En botánica, un cono, estróbilo o piña es una estructura basada en un eje terminal, alrededor del cual se despliegan hojas reproductivas con una disposición generalmente helicoidal. En este sentido más amplio, cono es sinónimo de estróbilo, término que suele preferirse en las publicaciones científicas. 
Cono (conus) es el nombre que en latín se empleaba para designar lo que en español se llama piña. Muchos prefieren restringir el uso del término a este significado original o, al menos, al grupo biológico de las coníferas (división Pinophyta), literalmente que llevan conos, aunque sea incluyendo también a las estructuras masculinas.

## Conos de las coníferas
Las coníferas son plantas gimnospermas que producen semillas (piñones) en estructuras con forma de cono. Como los óvulos no están encerrados en un ovario, las semillas de los conos no se alojan en un fruto, y tampoco presentan una cobertura carnosa (arilo) como sucede en el caso de las coníferas de las familias de las Taxaceae y las Cephalotaxaceae. 
Respecto a su estructura, los conos femeninos están formados por un eje central en el que se colocan en espiral numerosas escamas. Cada escama lleva entre una y varias células haploides, las cuales por reiteradas mitosis forman desde 10 a infinitas células de las cuales dos se diferencian transformándose en arquegonios el cual solo uno es fecundado y el otro se absorbe, según la especie. Este arquegonio no queda encerrado en un ovario (del griego gimnos= desnudos, sperma= semilla ). Alrededor del eje se ordenan de forma helicoidal escamas gruesas e inicialmente apretadas, llamada brácteas tectrices (portadoras), sobre cada una de las cuales se encuentran una o varias brácteas seminíferas. Estas se interpretan como megasporofilos (hojas portadoras de megasporas) y sobre ellas aparecen los primordios seminales, que después de la polinización y la subsecuente fecundación, deben transformarse en semillas.
Los conos femeninos se llaman piñas en los pinos y otras pináceas (fam. Pinaceae), pero pueden tener otros nombres y aspecto en coníferas distintas; así se llaman gálbulos en los enebros y en las sabinas, y arcéstidas, en los cipreses, todos miembros de la familia cupresáceas (Cupressaceae).
En los pinos y géneros próximos la escama seminífera puede desprenderse junto a la semilla, actuando como un ala que favorece una dispersión anemócora. Con la maduración de la piña las brácteas tectrices (generalmente las únicas visibles en la piña cerrada) deben desplegarse, lo que hacen a veces de forma brusca, provocando la salida violenta y la dispersión de las semillas. En los pinos de climas mediterráneos o semiáridos, el fuego provoca ese proceso, favoreciendo la repoblación después del incendio.
Los conos masculinos son siempre mucho más pequeños que los femeninos, y se agrupan alrededor del final de las ramas en cuyo extremo crecen los renuevos del año. En ellos solo hay una clase de escamas, las brácteas poliníferas (portadoras del polen), llevan millones de granos de polen. Su posición favorece la dispersión del polen, que en las coníferas es transportado por el viento (anemofilia).
Tras la fecundación, se forman las semillas (piñones). En las plantas gimnospermas y plantas sin flores no hay verdaderos frutos aunque, en el caso de los pinos, mucha gente toma erróneamente los conos como frutos, y a las semillas como frutos secos.

## Estróbilos deEquisetum
En Equisetum los estróbilos se encuentran al final de las ramas fértiles. En este caso, las hojas fértiles se llaman 'esporangióforos', y al estróbilo no suele llamárselo cono como en las coníferas.
El eje del estróbilo puede ser verde o no verde, y nunca es ramificado. Los esporangióforos son peltados (con pie), no fotosintéticos. Los esporangióforos jóvenes tienen forma de pulvínulo y luego toman forma hexagonal (en vista superficial), debido a la fuerza mecánica que ejercen entre ellos.

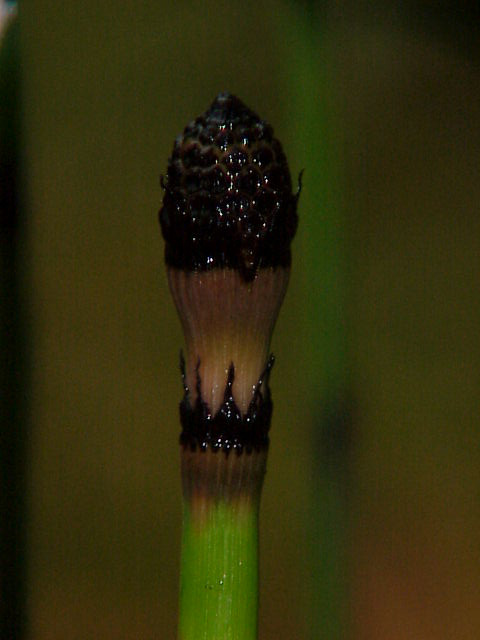
Aspecto general de estróbilo de Equisetum hyemale
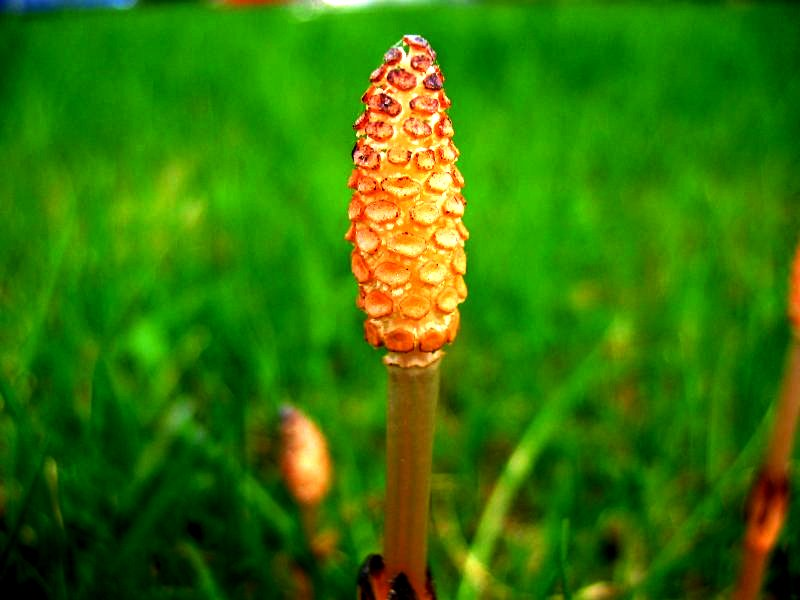
Estróbilo joven de Equisetum arvense Se observan los esporangios colgando hacia adentro de los esporangióforos peltados. Planta preservada en líquido..
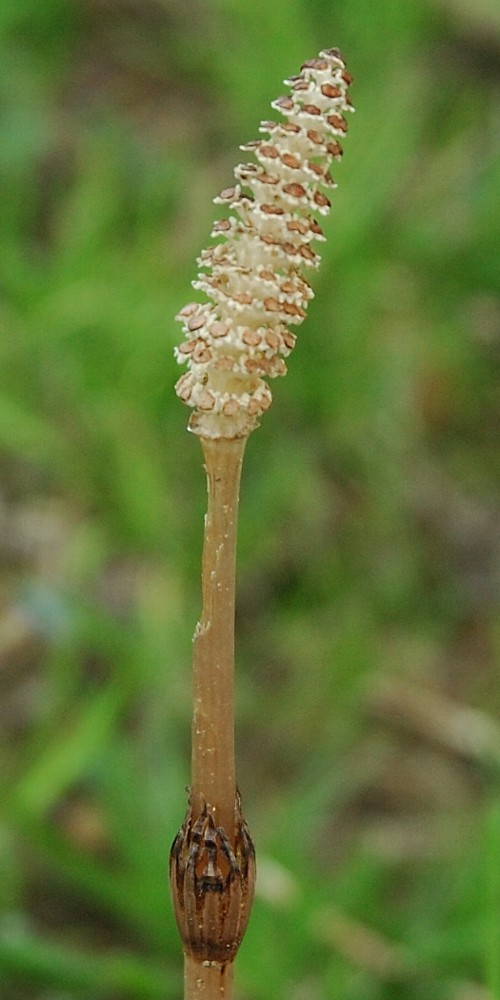
Estróbilo seco de Equisetum arvense

## «Conos» en Casuarinaceae (angiospermas, Fagales)

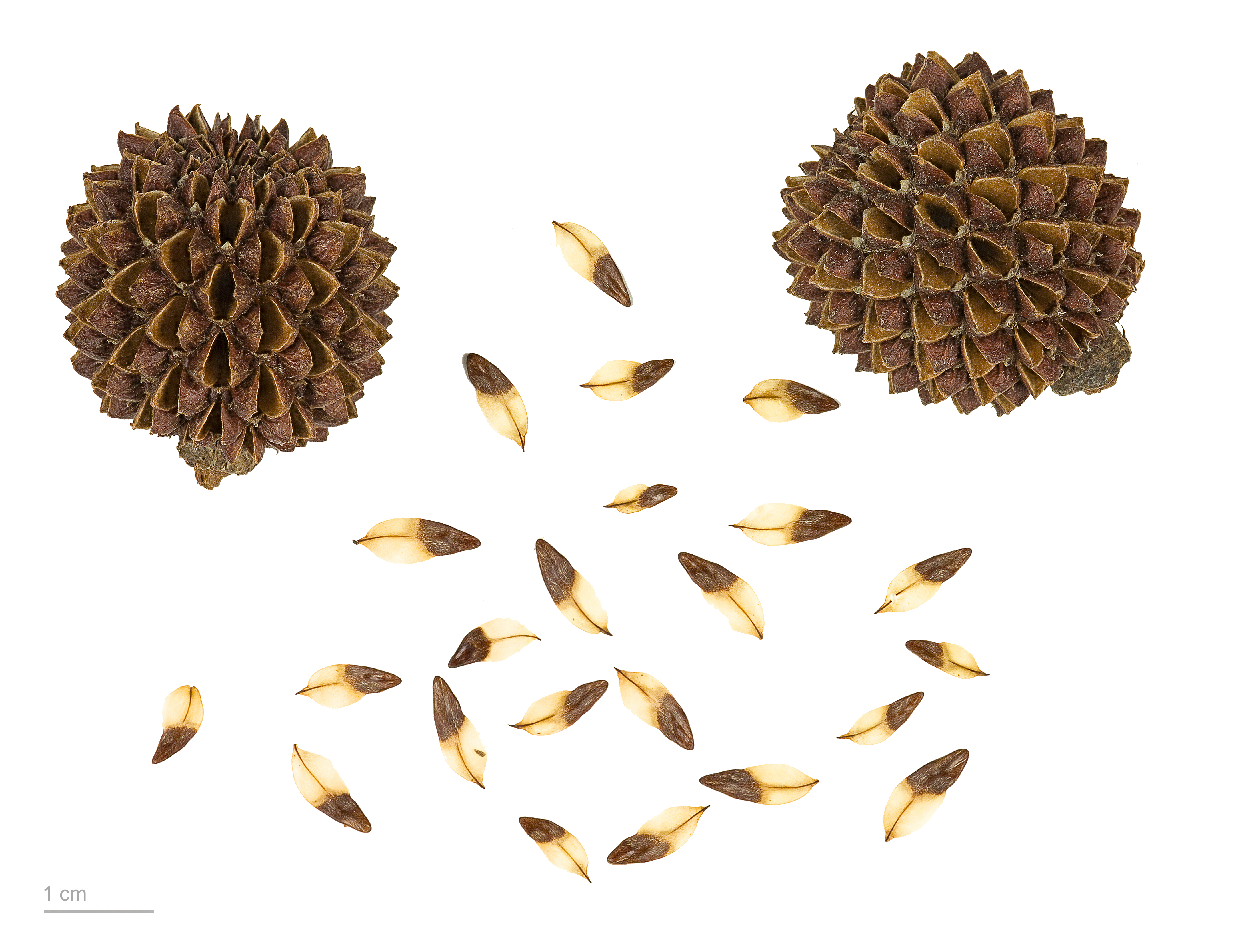
«Cono» y semillas sueltas de Casuarina

Ciertas familias de angiospermas tienen infrutescencias que se asemejan a los conos/estróbilos de las gimnospermas; por ejemplo Casuarinaceae, árboles tropicales y subtropicales que, para los neófitos, se parecen mucho más —en toda su morfología— a un pino o un equiseto que a una planta con flores. Pero, en realidad, estos seudoconos son infrutescencias de flores hembras, cada una de estas (con ovario, estilo y estigma) protegida/encerrada por 2 bractéolas lignificadas que se asemejan a primera vista a las 'escamas' de los verdaderos estróbilos, y que se abren para liberar los frutos samaroides cuando llegan a la maduración.